# Alberto Festa
Alberto Augusto Antunes Festa  (Santo Tirso, Portugal, 21 de julio de 1939-2 de enero de 2024), más conocido como Alberto Festa, fue un futbolista portugués que jugaba como lateral derecho.

## Selección nacional
Fue internacional con la selección de fútbol de Portugal en 19 ocasiones. Formó parte de la selección que obtuvo el tercer lugar en la Copa del Mundo de 1966.

### Participaciones en Copas del Mundo
| Mundial                        | Sede       | Resultado    | Partidos | Goles |
| ------------------------------ | ---------- | ------------ | -------- | ----- |
| Copa Mundial de Fútbol de 1966 | Inglaterra | Tercer lugar | 3        | 0     |

## Clubes
| Club        | País     | Año       |
| ----------- | -------- | --------- |
| FC Tirsense | Portugal | 1955-1960 |
| FC Porto    | Portugal | 1960-1968 |
| FC Tirsense | Portugal | 1968-1972 |

## Palmarés

### Campeonatos nacionales
| Título           | Club        | País     | Año  |
| ---------------- | ----------- | -------- | ---- |
| Copa de Portugal | FC Porto    | Portugal | 1968 |
| Segunda Divisão  | FC Tirsense | Portugal | 1970 |

## Condecoraciones
| Distinción                                           | Año  |
| ---------------------------------------------------- | ---- |
| Medalla de Plata de la Orden del Infante Don Enrique | 1966 |